# Strumigenys hadrodens
Strumigenys hadrodens (лат.) — вид мелких муравьёв рода Strumigenys из трибы Attini (ранее в Dacetini, подсемейство Myrmicinae).

## Распространение
Южная Америка: Бразилия.

## Описание
Длина коричневатого тела от 2,0 до 2,3 мм, длина головы от 0,62 до 0,64 мм. На первом тергите брюшка имеются короткие простые торчащие волоски. Апикальная половина первого тергита с тонким поверхностным сетчатым рисунком. Проподеум вооружен парой узких удлиненных шипов, длина которых в профиль значительно превышает их ширину в основании. Постпетиоль с антеровентральным остатком вентральной губчатой доли. Диск узла петиоля при виде сверху немного шире, чем длина, до длиннее, чем ширина, но не наиболее широк в переднебоковых углах, а стороны не сходятся кзади от углов. Усики 6-члениковые. Скапус усика очень короткий, дорзо-вентрально сплющенный. Мандибулы короткие субтреугольные с 5—7 мелкими зубцами. Стебелёк между грудкой и брюшком состоит из двух члеников: петиолюса и постпетиолюса (последний четко отделен от брюшка), жало развито, куколки голые (без кокона). Предположительно, хищный вид, охотится как и близкие виды на мелкие виды почвенных членистоногих. Вид был впервые описан в 2000 году британским мирмекологом Барри Болтоном под первоначальным названием Pyramica xenochelyna Bolton, 2000.
Включён в состав видовой группы Strumigenys appretiata вместе с несколькими американскими видами (Strumigenys appretiata, S. deinomastax, S. xenochelyna, S. raptans, S. glenognatha, S. siagodens, S. teratrix, S. wheeleriana, S. halosis).